# Musée Banque Culturelle Tanéka
La Banque Culturelle Tanéka est un musée conservatoire de la Civilisation Tanéka. Située dans la commune de Copargo, département de Donga au Bénin, elle est la seule banque culturelle au Bénin.

## Histoire
La banque culturelle de Tanéka est née de la volonté de mettre en place un organe agissant contre les ventes de biens culturels et empêchant la disparition des œuvres et promouvant la valorisation locale des artefacts,.
Alassane Zoumarou est le prometteur de cette banque avec le soutien de l’École du Patrimoine Africain et du ministère français des Affaires Étrangères.

## Objectifs
Ses objectifs principaux sont de sauvegarder et enrichir le patrimoine culturel béninois ; favoriser le développement de la recherche scientifique culturelle appliquée, dans divers domaines, notamment l’art, sciences humaines et aider les acteurs culturels à comprendre l’importance de leur mission et créer un cadre d’échange.

## Collections
Le conservatoire de la Civilisation Tanéka 
- expose plusieurs objets de familles;
- sensibilise les écoliers de la Donga à la culture de Tanaké;
- gère le Cercle Référentiel des Acteurs Culturels de la Donga (CRACuD);
- accompagne cinquante groupes de musiques et de danses traditionnelles de la Donga.
- gère un jardin botanique d’une superficie d’environ 10 hectares à Tanéka Béri[1],[4].

## Tourisme, Bâtiments, Équipements et services présents
- Wifi :  Non
- Sites web du musée :  Non
- Parking pour visiteurs :  Oui
- Hall de réception :  Oui
- Présence de guides et / ou conservateurs au musée :  Oui
- Possibilités d'achats d'œuvres :  Non
- Possibilité de prise de vue (photo des collections sans flash) :  Oui
- Cadre de recherches (scientifiques...) :  Oui
- Partenariats avec d'autres institutions :  Oui

| Jours            | Heure         |
| ---------------- | ------------- |
| Lundi – Dimanche | 09h00 – 18h00 |

| Critère       | Tarif     |
| ------------- | --------- |
| Nationaux     | 1000 FCFA |
| Non nationaux |           |

## Galeries d'images

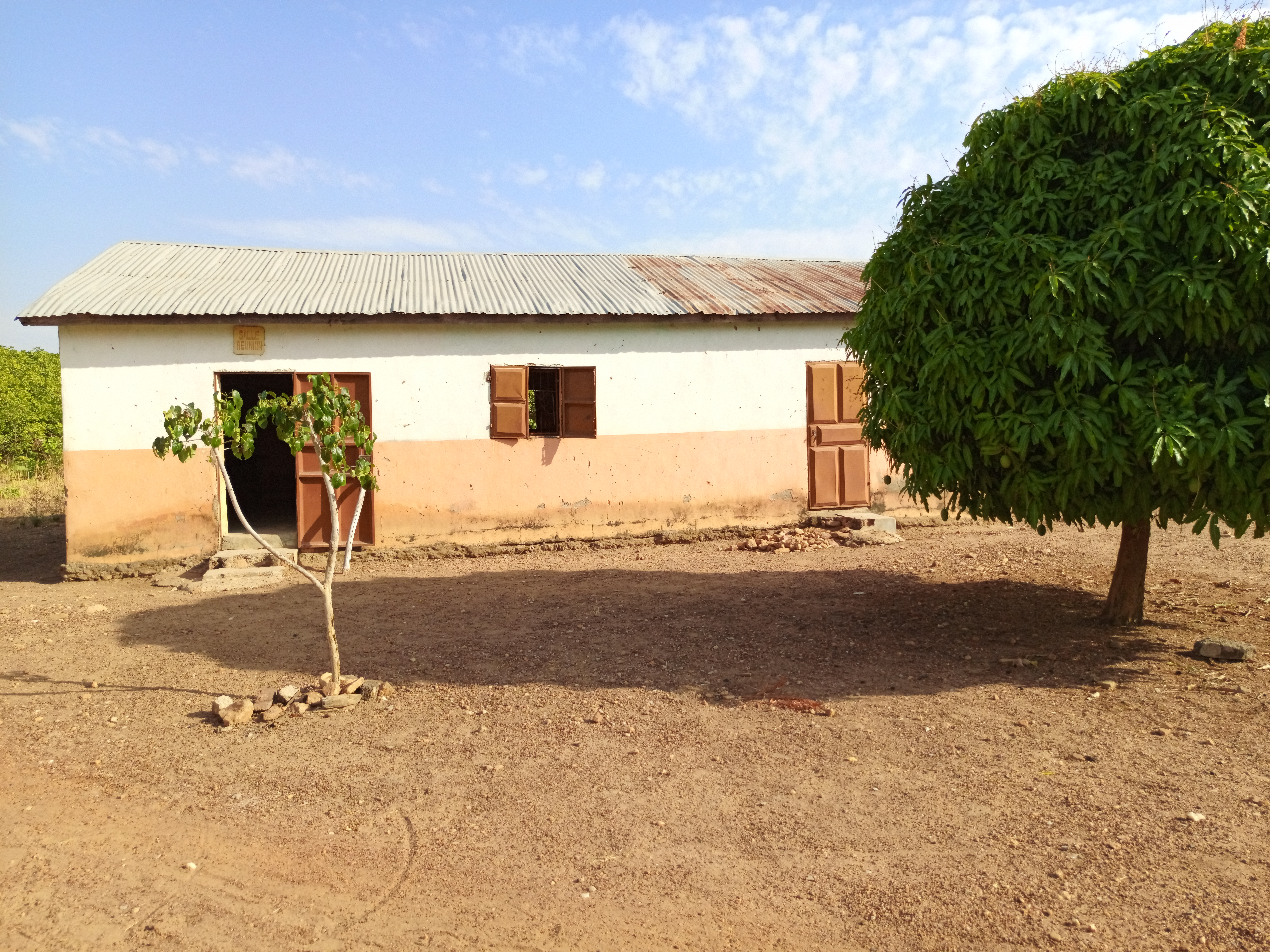
Bâtiment du musée Banque Culturelle Tanéka
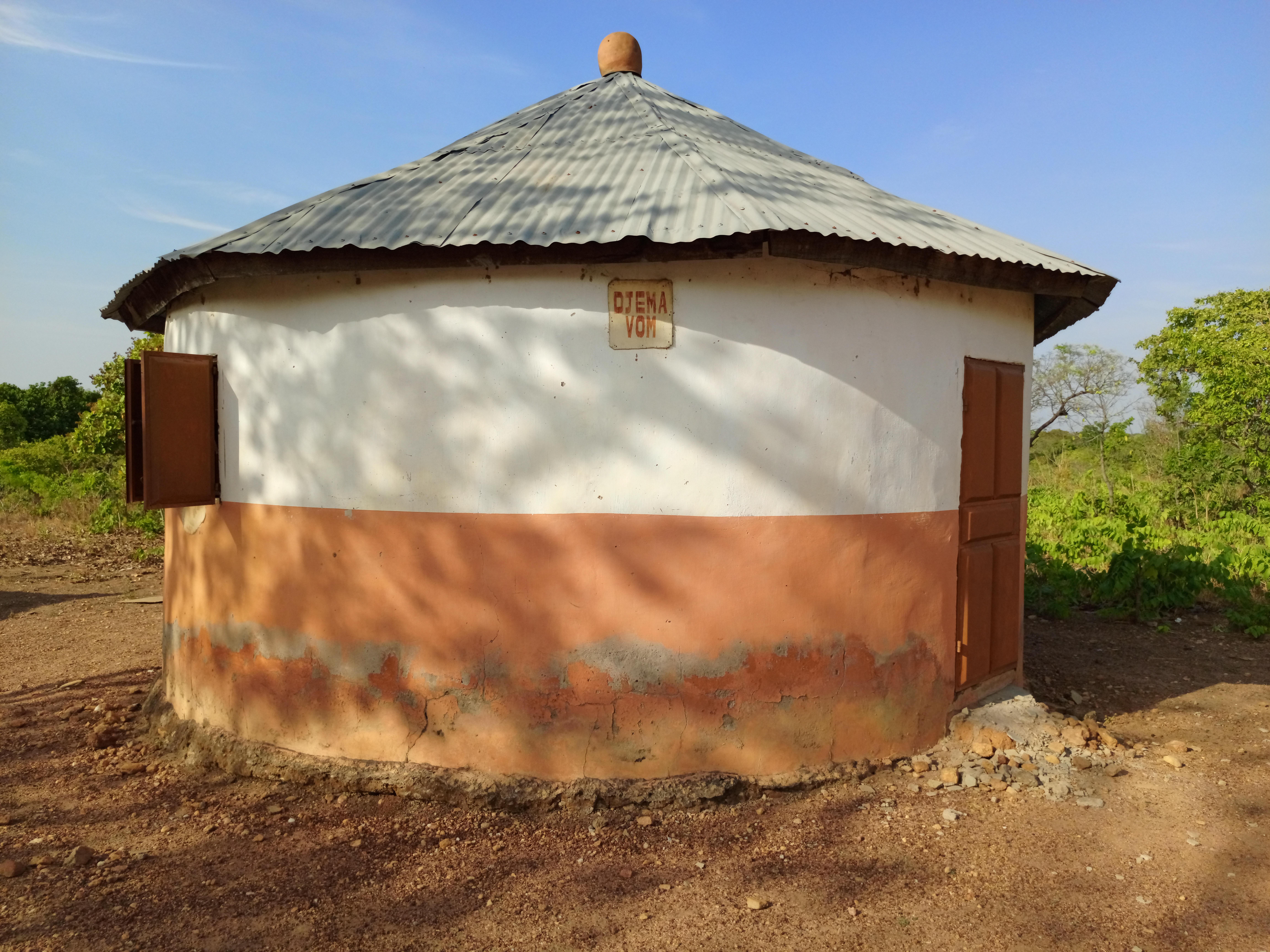